# Olios stylifer
Olios stylifer là một loài nhện trong họ Sparassidae.
Loài này thuộc chi Olios. Olios stylifer được Frederick Octavius Pickard-Cambridge miêu tả năm 1900.